# Гані Ялуз
Абдельгані «Гані» Ялуз (фр. Abdelghani «Ghani» Yalouz; нар. 28 грудня 1968, Касабланка, Марокко) — французький борець греко-римського стилю, дворазовий срібний та бронзовий призер чемпіонатів світу, дворазовий чемпіон, срібний та триразовий бронзовий призер чемпіонатів Європи, дворазовий чемпіон Середземноморських ігор, срібний призер Олімпійських ігор.

## Життєпис
Гані Ялуз народився в Касабланці, а в 1973 році, у віці 6 років, переїхав до Безансона. Боротьбою почав займатися з 1984 року. У 20 років молодий франкомароканець приєднався до INSEP, елітного французького спортивного клубу, у Венсенні. Понад десять років спортсмен займав провідні місця у світовій боротьбі, вигравши кілька національних та європейських титулів (1992, 1995) та здобувши численні медалі на інших змаганнях, включаючи срібну медаль, здобуту на Олімпійських іграх 1996 року в Атланті тра три медалі світових першостей (1989, 1993, 1994).
Виступав за спортивний клуб «C. P. Bisontin» Безансон. Тренер — Джоель Бозоне.
у 2000 році Ялуз отримав кваліфікацію спортивного вчителя та вступив до Французької федерації боротьби, де обіймав кілька посад.
У 2017 році його призначили директором Національного інституту спорту, експертизи та продуктивності (INSEP).

## Спортивні результати на міжнародних змаганнях

### Виступи на Олімпіадах
| Змагання                    | Збірна  | Вагова категорія                 | Місце  |
| --------------------------- | ------- | -------------------------------- | ------ |
| Літні Олімпійські ігри 1992 | Франція | греко-римська боротьба, до 68 кг | 5      |
| Літні Олімпійські ігри 1996 | Франція | греко-римська боротьба, до 68 кг | Срібло |
| Літні Олімпійські ігри 2000 | Франція | греко-римська боротьба, до 69 кг | 11     |

### Виступи на Чемпіонатах світу
| Змагання                        | Збірна  | Вагова категорія                 | Місце  |
| ------------------------------- | ------- | -------------------------------- | ------ |
| Чемпіонат світу з боротьби 1989 | Франція | греко-римська боротьба, до 68 кг | Срібло |
| Чемпіонат світу з боротьби 1991 | Франція | греко-римська боротьба, до 68 кг | 5      |
| Чемпіонат світу з боротьби 1993 | Франція | греко-римська боротьба, до 68 кг | Бронза |
| Чемпіонат світу з боротьби 1994 | Франція | греко-римська боротьба, до 68 кг | Срібло |
| Чемпіонат світу з боротьби 1999 | Франція | греко-римська боротьба, до 69 кг | 5      |

### Виступи на Чемпіонатах Європи
| Змагання                         | Збірна  | Вагова категорія                 | Місце  |
| -------------------------------- | ------- | -------------------------------- | ------ |
| Чемпіонат Європи з боротьби 1989 | Франція | греко-римська боротьба, до 68 кг | Бронза |
| Чемпіонат Європи з боротьби 1990 | Франція | греко-римська боротьба, до 68 кг | Бронза |
| Чемпіонат Європи з боротьби 1992 | Франція | греко-римська боротьба, до 68 кг | Золото |
| Чемпіонат Європи з боротьби 1994 | Франція | греко-римська боротьба, до 68 кг | Срібло |
| Чемпіонат Європи з боротьби 1995 | Франція | греко-римська боротьба, до 68 кг | Золото |
| Чемпіонат Європи з боротьби 1996 | Франція | греко-римська боротьба, до 68 кг | Бронза |
| Чемпіонат Європи з боротьби 1998 | Франція | греко-римська боротьба, до 69 кг | 14     |

### Виступи на Середземноморських іграх
| Змагання                    | Збірна  | Вагова категорія                 | Місце  |
| --------------------------- | ------- | -------------------------------- | ------ |
| Середземноморські ігри 1991 | Франція | греко-римська боротьба, до 68 кг | Золото |
| Середземноморські ігри 1993 | Франція | греко-римська боротьба, до 68 кг | Золото |

### Виступи на інших змаганнях
| Змагання                           | Збірна  | Вагова категорія                 | Місце  |
| ---------------------------------- | ------- | -------------------------------- | ------ |
| Золотий Гран-прі з боротьби 1990   | Франція | греко-римська боротьба, до 68 кг | Срібло |
| Турнір Акрополіса 1990             | Франція | греко-римська боротьба, до 68 кг | 5      |
| Гран-прі Німеччини з боротьби 1990 | Франція | греко-римська боротьба, до 68 кг | Срібло |
| Золотий Гран-прі з боротьби 1992   | Франція | греко-римська боротьба, до 68 кг | Бронза |
| Гран-прі Німеччини з боротьби 1992 | Франція | греко-римська боротьба, до 68 кг | Бронза |
| Гран-прі Німеччини з боротьби 1994 | Франція | греко-римська боротьба, до 68 кг | Золото |
| Гран-прі Німеччини з боротьби 1998 | Франція | греко-римська боротьба, до 76 кг | Срібло |

### Виступи на змаганнях молодших вікових груп
| Змагання                                      | Збірна  | Вагова категорія                 | Місце |
| --------------------------------------------- | ------- | -------------------------------- | ----- |
| Чемпіонат Європи з боротьби серед молоді 1988 | Франція | греко-римська боротьба, до 68 кг | 7     |